# Corpus (ort i Honduras)
Corpus är en ort i Honduras.   Den ligger i departementet Choluteca, i den södra delen av landet, 90 km söder om huvudstaden Tegucigalpa. Corpus ligger 378 meter över havet och antalet invånare är 1 199.
Terrängen runt Corpus är kuperad. Runt Corpus är det ganska tätbefolkat, med 120 invånare per kvadratkilometer. Närmaste större samhälle är Ciudad Choluteca, 16,9 km väster om Corpus. Omgivningarna runt Corpus är en mosaik av jordbruksmark och naturlig växtlighet.